# セバスチャン・コルダ
セバスチャン・コルダ（Sebastian Korda, 英語発音: /səˈbæst͡ʃən ˈkɔrdə/; 2000年7月5日 - ）は、アメリカ合衆国・フロリダ州ブレイデントン出身の男子プロテニス選手。ATPランキング自己最高位はシングルス15位、ダブルス57位。これまでにATPツアーでシングルス2勝、ダブルス1勝を挙げている。身長196cm、体重79kg。右利き、バックハンド・ストロークは両手打ち。
父親兼コーチは元プロテニス選手でシングルス最高2位のペトル・コルダ、母親も元プロテニス選手のレギナ・ライフルトヴァー。7歳年上の姉のジェシカ、2歳年上の姉のネリーはともにプロゴルファー。

## 選手経歴

### ジュニア時代
3歳からアイスホッケーを始めたが、2009年の全米オープンを現地観戦後にテニスへ切り替えた。

### 2018年 プロ転向
全豪オープンジュニア男子シングルスの決勝で曾俊欣を下して優勝を果たした。2月に行われたニューヨーク・オープンでワイルドカードとして初めてATPツアー本戦入りし、1回戦でフランシス・ティアフォーに敗れた。5月にバイドレーシュで行われたフューチャーズのダブルスでオルランド・ルスとペアを組み初優勝。年間最終ランキングは590位。

### 2019年 グランドスラム初出場
全豪オープンでは初のグランドスラム予選入りし、初戦で添田豪に破れた。年間最終ランキングは249位。

### 2020年 チャレンジャー初優勝
8月に行われたウェスタン・アンド・サザン・オープンでアッティラ・バラージュ、ジル・シモンを下しATPマスターズ1000本戦初出場を果たし、1回戦でエーミル・ルースヴオリに敗れた。翌週行われた全米オープンでワイルドカードとしてグランドスラム本戦初出場。1回戦でデニス・シャポバロフに敗れた。9月の全仏オープンの予選でミッチェル・クルーガー、ブレイデン・シュナー、アスラン・カラツェフを全てストレートで下し本戦進出。本戦1回戦はアンドレアス・セッピを下し、グランドスラム初勝利を挙げると、2回戦で第21シードのジョン・イズナーを、3回戦でペドロ・マルティネスを破り、4回戦進出を果たした。4回戦では世界ランク2位で全仏優勝12回を誇るラファエル・ナダルに1-6, 1-6, 2-6のストレートで敗れたが、試合後にはナダルからウェアに直筆メッセージを書いてもらった。11月のチャレンジャー・エッケンタールでラームクマール・ラーマナータンを破り、チャレンジャーシングルス初優勝を挙げた。年間最終ランキングは118位。

### 2021年 ツアー初優勝 トップ50入り

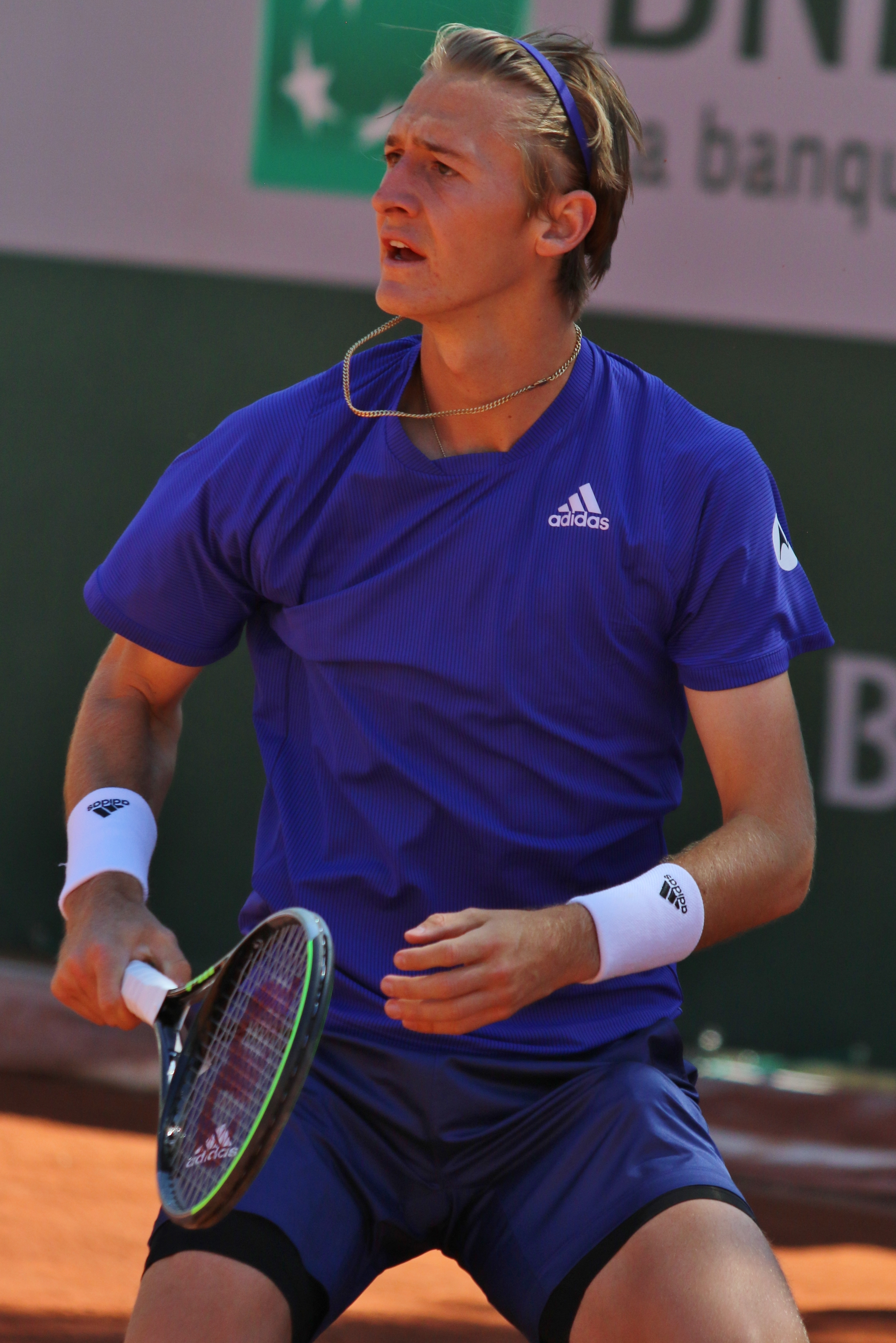
2021年全仏オープンでのセバスチャン・コルダ

1月のデルレイビーチ・オープンでは1回戦のクォン・スンウを破り、2回戦で第5シードのトミー・ポール、準々決勝で第2シードのジョン・イズナー、準決勝でキャメロン・ノリーを下して決勝進出。決勝では第4シードのフベルト・フルカチュと対戦し、3-6, 3-6のストレートで敗れた。同月行われたカンペール・チャレンジャーでフィリップ・ホランスキーを下して優勝。チャレンジャー2勝目を挙げるとともに、シングルスでトップ100入りを果たす。
3月のメキシコ・オープンでワイルドカードで本戦入りし、1回戦のマリン・チリッチを下して初戦突破。続く2回戦ではフェリックス・オジェ＝アリアシムに敗れた。同月のマイアミ・オープンでは1回戦のラドゥ・アルボット、2回戦で第10シードのファビオ・フォニーニ、3回戦で前週のドバイ・テニス選手権を優勝していた第17シードのアスラン・カラツェフ、4回戦で第5シードのディエゴ・シュワルツマンを下して、ATPマスターズ1000初のベスト8進出。準々決勝で第4シードのアンドレイ・ルブレフと対戦し、5-7, 6-7(7-9)のストレートで敗れた。5月のパルマ (en) では決勝ではマルコ・チェッキナートに6-2, 6-4のストレートで下して、ツアー初優勝を飾った。年間最終ランキングは41位。

### 2022年 デビス杯ベスト8
全豪オープンでは1回戦で第12シードのキャメロン・ノリーを6-3, 6-0, 6-4のストレートで圧倒して、2回戦のコランタン・ムーテを3-6, 6-4, 6-6(2), 7-5, 7-6(6)のフルセットで破り、初の3回戦進出。3回戦では第19シードのパブロ・カレーニョ・ブスタに4-6, 5-7, 7-6(6), 3-6で敗れた。BNPパリバ・オープンでは2回戦でラファエル・ナダルに敗れた。マイアミ・オープンでは3回戦でミオミル・キツマノビッチに敗退。

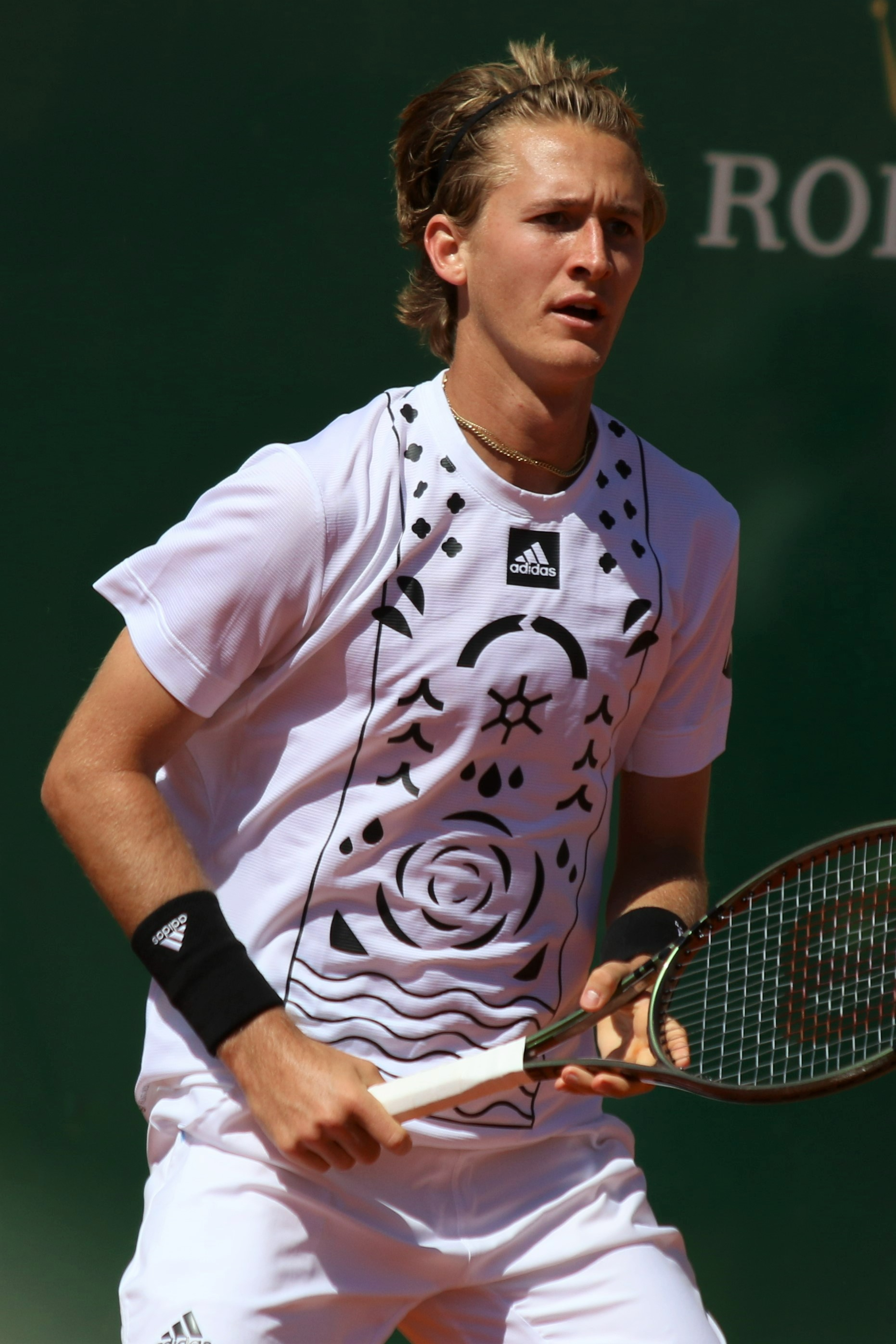
2022年モンテカルロ・マスターズでのセバスチャン・コルダ

モンテカルロ・マスターズでは2回戦でカルロス・アルカラスを下すも、3回戦でテイラー・フリッツに敗れた。マドリード・オープンでは2回戦でロレンツォ・ムゼッティに敗れた。ローマ・マスターズではボーティック・ファン・デ・ザンスフルプに初戦敗退。全仏オープンでは3回戦で第6シードのアルカラスに4-6, 4-6, 2-6のストレートで敗れた。
ウエスタン・アンド・サザン・オープンでは3回戦でジョン・イズナーに6-7(3), 6-1, 6-7(4)で敗れた。全米オープンでは2回戦でトミー・ポールに0-6, 6-3, 6-4, 3-6, 4-6のフルセットで敗れたが、ヒホンでの決勝でアンドレイ・ルブレフに2-6, 3-6、ヨーロピアン・オープンでの決勝でフェリックス・オジェ＝アリアシムに3-6, 4-3でそれぞれ敗れ、2週連続で4度目のツアー準優勝を飾った。年間最終ランキングは33位。
デビスカップ2022ではデビスカップアメリカ合衆国代表として参戦。準々決勝でデビスカップイタリア代表に通算1-2でチームはベスト8敗退。

### 2023年 全豪ベスト8 トップ25入り
1月、アデレード国際1では1回戦で元世界ランキング1位のアンディ・マリーを7-6(3), 6-3、2回戦ではロベルト・バウティスタ・アグートを6-4, 6-4、準々決勝ではヤニック・シナーを7-5, 6-1、準決勝で西岡良仁を7-6(5), 1-0(途中棄権)とすべてストレートで破り、自身ツアー5度目の決勝進出。決勝では第1シードのノバク・ジョコビッチに7-6(8), 7-6(3), 4-6の接戦の末に準優勝。
全豪オープンでは第29シードで出場。1回戦ではクリスチャン・ガリンを6-4, 1-6, 6-3, 6-2、2回戦では綿貫陽介を6-2, 7-5, 6-4のストレートで破り、3回戦では第7シードのダニール・メドベージェフを7-6(7),6-3, 7-6(4)のストレート勝ちを収めた。4回戦では第10シードのホベルト・ホルカシュを3-6, 6-3, 6-2, 1-6, 7-6(7)のフルセットで退け、ベスト8入りを果たすも、準々決勝のカレン・ハチャノフ戦では6-7(5), 3-6, 0-3の時点で右手首の負傷により途中棄権を余儀なくされた。
4月、前述で負った右手首の負傷により、数ヶ月の間を開け、復帰戦となったマドリード・オープンでは2回戦でヒューゴ・グルニエに6-7(5), 6-7(7)のストレートで敗れた。
5月、BNLイタリア国際ではロマン・サフィウリンに2-6, 6-7(5)のストレートで敗れた。
6月、クイーンズ・クラブ選手権では1回戦でダニエル・エバンスを6-4 7-5で、2回戦でフランシス・ティアフォーを7-6(2) 6-3、準々決勝でキャメロン・ノリ―を6-4 7-6(1)とすべてストレートで下しベスト4進出。準決勝ではカルロス・アルカラスに3-6 4-6で敗退。
7月、ウィンブルドン選手権では第22シードとして出場するも、イジー・ベセリーに6-7(9), 6-4, 2-6, 3-6の初戦敗退となった。

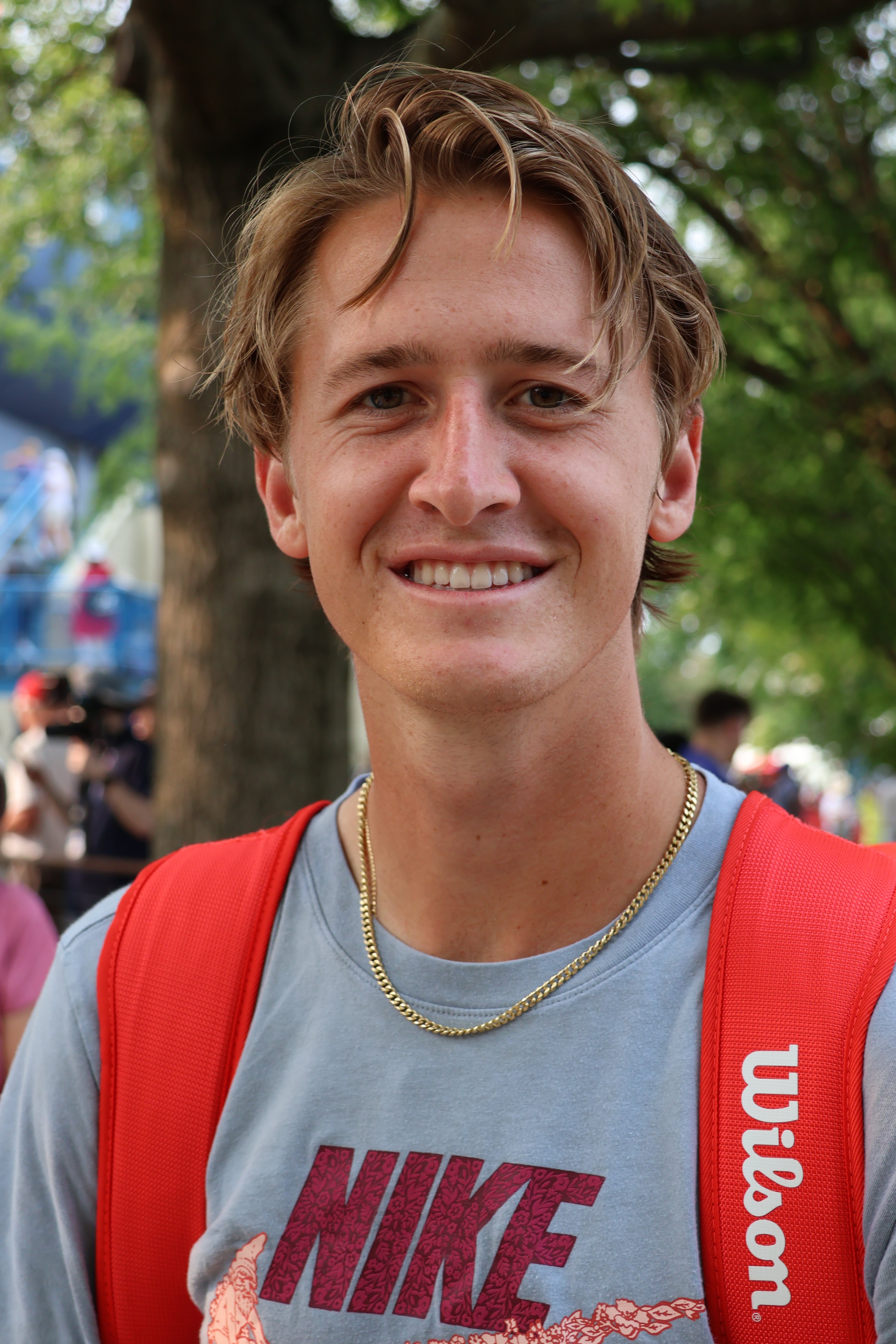
2023年シティ・オープンでのセバスチャン・コルダ

8月、シティ・オープンではアレクサンダー・シェフチェンコに7-5, 6-7(4), 4-6で初戦敗退。ナショナル・バンク・オープンでは1回戦でトマス・マルティン・エチェベリーを6-3, 6-2で下すも、2回戦でアレクサンダル・ブキッチに3-6, 6-4, 6-7(5)で敗退。ウエスタン・アンド・サザン・オープンではボルナ・チョリッチに6-7(5), 4-6で初戦敗退。ウィンストン・セーラム・オープンでは準々決勝でリシャール・ガスケを4-6, 6-1, 7-6(7)で破り、ベスト4入りするも、準決勝前に棄権。全米オープンでは第31シードとして出場するも、1回戦でマートン・フチョビッチに6-7(4), 6-4, 6-7(1), 6-4, 4-6の接戦の末に初戦敗退。
9月、珠海選手権ではベスト4入りするも、準決勝で第1シードのハチャノフに5-7, 4-6で敗れた。
10月、アスタナ・オープンでは決勝進出。決勝ではアドリアン・マナリノを6-4, 3-6, 2-6の逆転で敗れ、準優勝。さらに上海マスターズでは3回戦で第2シードのダニール・メドベージェフを7-6(8), 6-2で破り、その勢いのまま準々決勝でベン・シェルトンを6-7(10), 6-2, 7-6(6)で下してマスターズ1000ベスト4入り。準決勝ではホルカシュに3-6, 4-6のストレートで敗れた。パリ・マスターズでもホルカシュに初戦敗退となり、年間最終ランキングは24位。

### 2024年 ツアー通算100勝 マスターズダブルス初優勝 トップ15入り
全豪オープンでは3回戦で第5シードのアンドレイ・ルブレフに2-6, 6-7(6), 4-6のストレートで敗れたが、2月のオープン13では1回戦でヒューゴ・グルニエを6-3, 2-6, 7-6(3)で破ったことでツアー通算100勝を記録した。5月のマドリード・オープンではジョーダン・トンプソンと組み、ATPマスターズ1000ダブルスで優勝を果たし、ツアーダブルス初優勝を飾った。全仏オープンでは3回戦で第3シードのカルロス・アルカラスに4-6, 6-7(5), 3-6のストレートで敗れた。6月のロスマーレン・グラスコート選手権では決勝進出。決勝でアレックス・デミノーを2-6, 4-6のストレートで敗れ、準優勝を飾った。ウィンブルドン選手権ではジョヴァニ・ンペシ・ペリカールに6-7(5), 7-6(4), 6-7(6), 7-6(4), 3-6のフルセットの末に初戦敗退。8月のムバダラ・シティDCオープンでは決勝進出。決勝でフラビオ・コボッリを4-6, 6-2, 6-0の逆転で下してATPツアー・500シリーズ初優勝を果たし、ツアー2勝目を挙げた。大会後には世界ランキング15位となり、トップ15入り。続くナショナル・バンク・オープンでは準々決勝でアレクサンダー・ズベレフを7-6(5), 1-6, 6-4で下して、自身2度目のマスターズ1000ベスト4進出。準決勝ではアレクセイ・ポピリンに6-7(0), 3-6のストレートで敗退。全米オープンでは1回戦ではコランタン・ムーテを7-6(3), 6-1, 6-0のストレートで破るも、2回戦ではトマーシュ・マハーチに4-6, 2-6, 4-6のストレートで敗れた。年間最終ランキングは22位。

### 2025年
1月、アデレード国際では準決勝でミオミル・キツマノビッチを6-3, 7-6(4)のストレートで破り、決勝進出。決勝ではフェリックス・オジェ＝アリアシムを3-6, 6-3, 1-6で敗れ、準優勝となった。全豪オープンでは第22シードとして出場し、1回戦ではルカシュ・クレインを6-3, 0-6, 6-3, 7-6(6)で破り、初戦突破するも、2回戦ではアレクサンダル・ブキッチでは4-6, 6-3, 6-2, 3-6, 5-7のフルセットの末に敗れた。

## 人物
英語とチェコ語のバイリンガル。憧れの選手はラデク・ステパネク、ラファエル・ナダル、父親のペトル。NHLのボストン・ブルーインズのファン。

## ATPツアー決勝進出結果

### シングルス: 9回 (2勝7敗)
| 大会グレード                    |
| グランドスラム (0–0)            |
| ATPファイナルズ (0–0)           |
| ATPツアー・マスターズ1000 (0–0) |
| ATPツアー500 (1–0)              |
| ATPツアー250 (1–7)              |

| サーフェス   |
| ハード (1–6) |
| クレー (1–0) |
| グラス (0–1) |

| 結果   | No. | 日時           | 大会               | サーフェス    | 対戦相手                         | スコア                   |
| ------ | --- | -------------- | ------------------ | ------------- | -------------------------------- | ------------------------ |
| 準優勝 | 1.  | 2021年1月14日  | デルレイビーチ     | ハード        | フベルト・フルカチュ             | 3–6, 3–6                 |
| 優勝   | 1.  | 2021年5月29日  | パルマ             | クレー        | マルコ・チェッキナート           | 6–2, 6–4                 |
| 準優勝 | 2.  | 2022年10月16日 | ヒホン             | ハード (室内) | アンドレイ・ルブレフ             | 2-6, 3-6                 |
| 準優勝 | 3.  | 2022年10月23日 | アントワープ       | ハード (室内) | フェリックス・オジェ＝アリアシム | 3-6, 4-6                 |
| 準優勝 | 4.  | 2023年1月8日   | アデレード1        | ハード        | ノバク・ジョコビッチ             | 7–6(10–8), 6–7(3–7), 4–6 |
| 準優勝 | 5.  | 2023年10月3日  | アスタナ           | ハード (室内) | アドリアン・マナリノ             | 6-4, 3-6, 2-6            |
| 準優勝 | 6.  | 2024年6月16日  | スヘルトーヘンボス | 芝            | アレックス・デミノー             | 2-6, 4-6                 |
| 優勝   | 2.  | 2024年8月5日   | ワシントンD.C.     | ハード        | フラビオ・コボッリ               | 4-6, 6-2, 6-0            |
| 準優勝 | 7.  | 2025年1月11日  | アデレード         | ハード        | フェリックス・オジェ＝アリアシム | 3-6, 6-3, 1-6            |

## 成績
略語の説明
| W | F | SF | QF | #R | RR | Q# | LQ | A | Z# | PO | G | S | B | NMS | P | NH |

W=優勝, F=準優勝, SF=ベスト4, QF=ベスト8, #R=#回戦敗退, RR=ラウンドロビン敗退, Q#=予選#回戦敗退, LQ=予選敗退, A=大会不参加, Z#=デビスカップ/BJKカップ地域ゾーン, PO=デビスカップ/BJKカッププレーオフ, G=オリンピック金メダル, S=オリンピック銀メダル, B=オリンピック銅メダル, NMS=マスターズシリーズから降格, P=開催延期, NH=開催なし.

### 4大大会シングルス
| 大会           | 2018 | 2019 | 2020 | 2021 | 通算成績 |
| -------------- | ---- | ---- | ---- | ---- | -------- |
| 全豪オープン   | A    | Q1   | A    | A    | 0–0      |
| 全仏オープン   | A    | A    | 4R   | 1R   | 3–2      |
| ウィンブルドン | A    | A    | NH   | 4R   | 3–1      |
| 全米オープン   | Q2   | Q1   | 1R   |      | 0–1      |

### 大会最高成績
| 大会                     | 成績 | 年       |
| ------------------------ | ---- | -------- |
| ATPファイナルズ          | A    | 出場なし |
| インディアンウェルズ     | 3R   | 2024     |
| マイアミ                 | QF   | 2021     |
| モンテカルロ             | 3R   | 2022     |
| マドリード               | 3R   | 2024     |
| ローマ                   | 3R   | 2024     |
| カナダ                   | SF   | 2024     |
| シンシナティ             | 3R   | 2022     |
| 上海                     | SF   | 2023     |
| パリ                     | 3R   | 2021     |
| オリンピック             | A    | 出場なし |
| デビスカップ             | QF   | 2022     |
| Next Gen ATPファイナルズ | F    | 2021     |

## ジュニアグランドスラム決勝

### シングルス: 1戦1勝
| 結果 | 年     | 大会         | サーフェス | 相手   | スコア        |
| ---- | ------ | ------------ | ---------- | ------ | ------------- |
| 優勝 | 2018年 | 全豪オープン | ハード     | 曾俊欣 | 7–6(8–6), 6–4 |